# Blanche Lemco van Ginkel

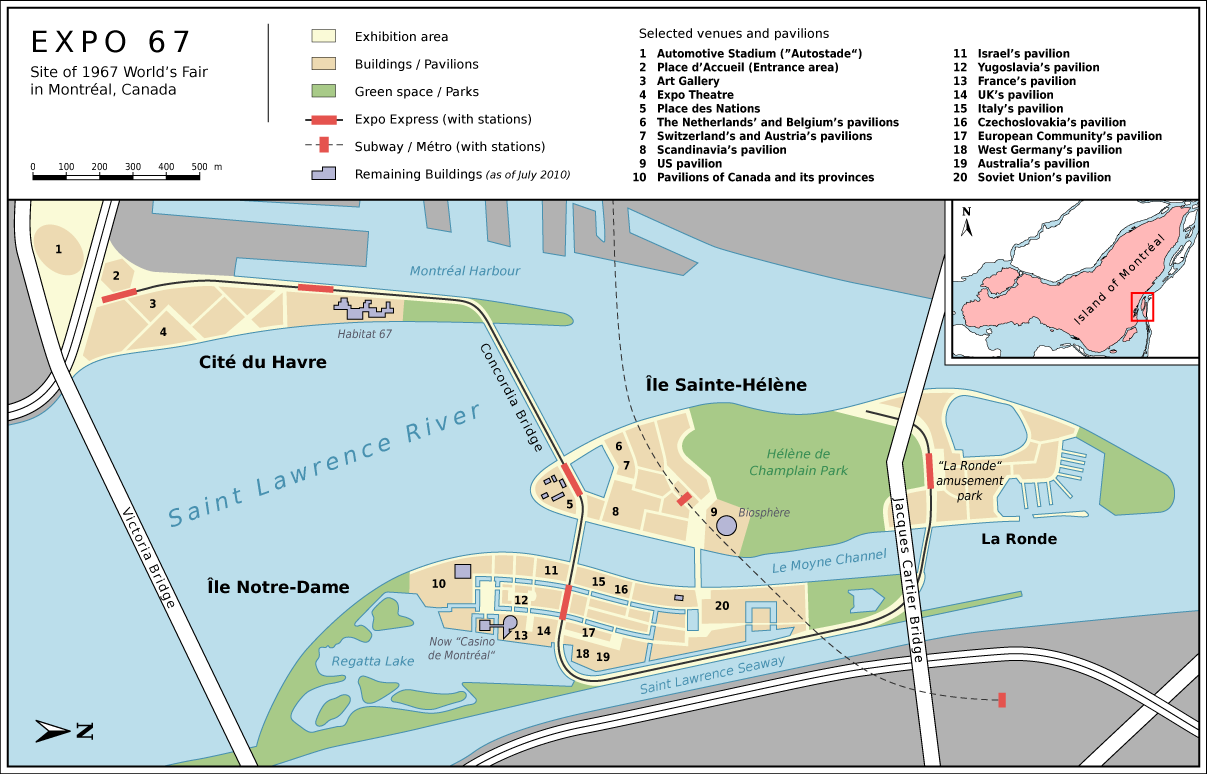
Mapa del recinto de la Expo 67

Blanche Lemco van Ginkel (Londres, 14 de diciembre de 1923-Toronto, 20 de octubre de 2022) fue una arquitecta canadiense, urbanista y profesora que trabajó principalmente en Montreal y Toronto. Es muy conocida por sus diseños arquitectónicos modernos, así como por el diseño de la Expo 67 celebrada en Montreal y ha encabezado el proyecto de preservación del barrio Vieux-Montreal. Se convirtió en la primera mujer que dirigió una facultad de arquitectura en Canadá y en ser elegida miembro de la Real Academia Canadiense de las Artes, así como en la primera arquitecta en obtener una beca del RAIC (Real Instituto Arquitectónico de Canadá), que le concedió la Medalla de Oro en 2020.

## Formación académica
Nacida en Londres (Inglaterra), su familia emigró a Canadá cuando ella tenía catorce años. Tras ganar una beca, asistió a la Universidad McGill, donde se graduó en la escuela universitaria de Arquitectura en 1945. En 1948 se unió brevemente al estudio Le Corbusier (Atelier Le Corbusier), participando en el proyecto Unité d'Habitation en Marsella, Francia. Esta experiencia conectó su trabajo con conceptos del diseño arquitectónico moderno, que más tarde introdujo en Canadá junto a otros arquitectos. Lemco van Ginkel continuó sus estudios completando en 1950 un grado en planificación urbanística por la Universidad de Harvard. En 1952 se colegió como arquitecta, siendo la cuarta mujer que lo hizo en Quebec.
Lemco van Ginkel fue miembro del colectivo de arquitectos modernos Team 10 y estuvo implicada en las etapas tempranas del grupo, cuando todavía pertenecía al CIAM. En 1953, asistió al congreso de esta institución en Aix-en-Provence donde conoció a su marido futuro y socio, el arquitecto holandés Sandy (Daniel) van Ginkel. En 1957 ambos fundaron el estudio de arquitectura Van Ginkel Associates, con sede en Toronto.
En 2014, Lemco van Ginkel fue nombrada doctora honoris causa por la Universidad McGill gracias al impacto que su obra ha tenido en la arquitectura y en la planificación urbanística de Montreal. Entre sus méritos se destacó "su obra visionaria, su labor extraordinaria como mentora y ser una auténtica ciudadana del mundo."

## Carrera

### Proyectos arquitectónicos y urbanísticos

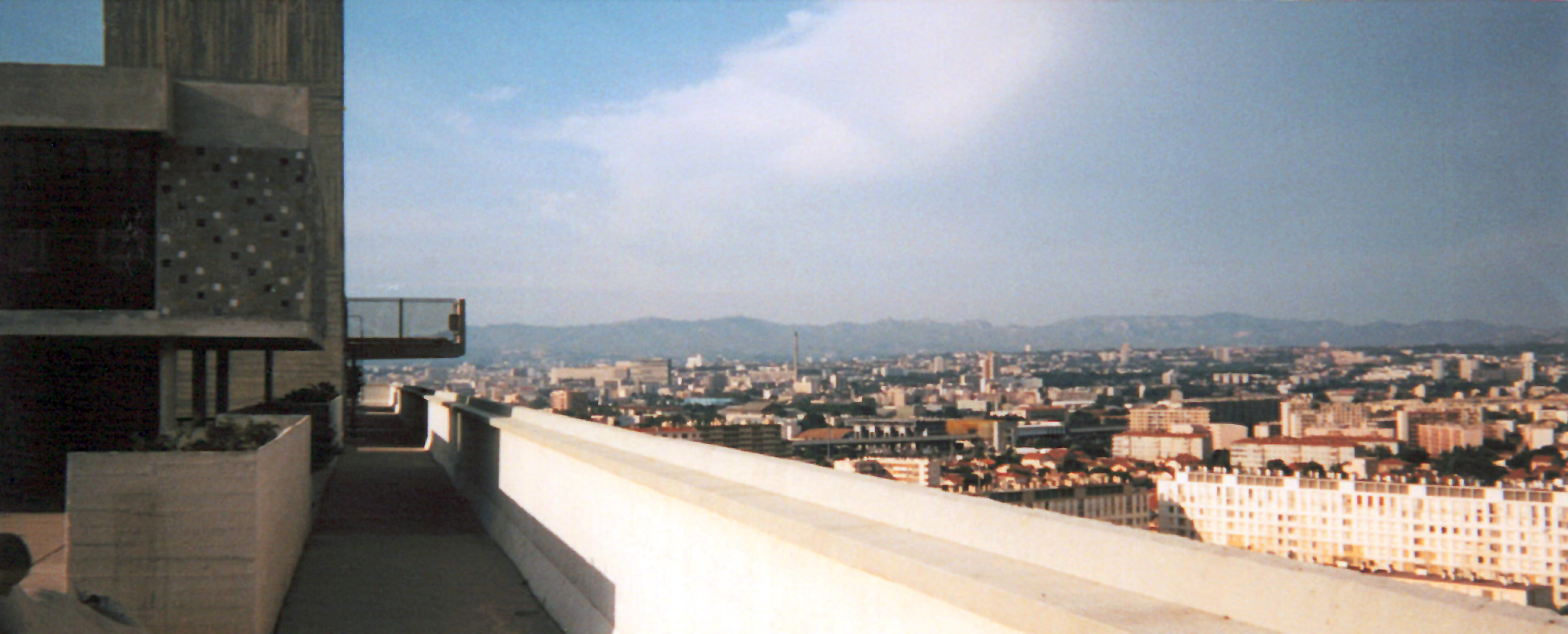
En uno de sus proyectos más tempranos, van Ginkel trabajó como asistente de le Corbusier en la azotea de Unité d'Habitation en Marsella. Más tarde escribiría: "diseñé el área de juego de los niños y el alféizar alto alrededor de la pista de correr situada en la azotea. La idea era que el techo fuera como la plaza de una ciudad pequeña, con sus instalaciones habituales, y que uno viera los Alpes marítimos a lo lejos cuando se asomara a los tejados de la casa. Esta es la razón por la que el alféizar es relativamente alto."

Lemco van Ginkel ha destacado por combinar la planificación urbanística con sus habilidades arquitectónicas, poniendo el foco en el diseño moderno, lo que se evidencia en el uso de elementos audaces y sin ornamentación. Durante las décadas de los 50 y los 60 su empresa lideró proyectos como el Bowring Park en St. John`s, Terranova y Labrador, que fue presentado en 1959 al congreso de CIAM en Otterlo. Otros de sus trabajos son la planificación del área central de Montreal, el diseño urbano de Midtown Manhattan y el desarrollo de Pahang Tenggara, Malasia.
Junto a su socio fue responsable del diseño del plan urbanístico global de la Expo 67, un hito cultural para Montreal y Canadá, incluso reclutó a Moshe Safdie, que diseñó el icónico Hábitat 67. Los van Ginkels también fueron principales impulsores de la salvación del barrio Vieux-Montreal a partir de sus nuevos desarrollos urbanísticos. Prepararon un detallado informe alertando sobre las consecuencias de la construcción de un proyecto de autopista elevada que habría dividido y cortado el área. Asimismo, se conocen sus esfuerzos de conservación respecto al Mount Royal, encabezando una iniciativa para detener el desarrollo urbanístico de la ladera sur del parque que se encuentra en esta montaña.
Como arquitecta, Lemco van Ginkel está considerada una pionera, convirtiéndose en la primera oficial y miembro del consejo del PQAA, así como en la primera socia del RAIC (Real Instituto Arquitectónico de Canadá) y la primera mujer en presidir la Asociación de Escuelas Colegiales de Arquitectura. También recibió la medalla de oro del RAIC en 2020.

### Docencia
Lemco van Ginkel enseñó arquitectura en diversas facultades de Estados Unidos y Canadá. De 1951 a 1957 impartió docencia en la Universidad de Pensilvania, con diversas estancias en la Universidad de Harvard, Universidad de Montreal y Universidad McGill. De 1980 a 1982 fue nombrada decana de la Facultad de arquitectura y arquitectura paisajística de la Universidad de Toronto, siendo la primera mujer que ejerció este cargo en Canadá.
Además aparece junto al profesor James Murray y al productor Ian MacNeill en Suburban Living: Six Solutions (1960), una película documental del National Film Board of Canada que propone una evaluación crítica de cinco nuevas ciudades-satélite europeas y repasa algunos proyectos de edificación como Harlow y Alton State en el Reino Unido, Unité d'habitation en Francia, Pendrecht en Holanda y Vallingby en Suecia, y su contraste con el proyecto arquitectónico canadiense Don Mills. En la película, Lemco van Ginkel no habla sobre su rol en el Unité project, sino que ofrece su valoración sobre él: "apela al espíritu del hombre… una cualidad que muy frecuentemente se pasa por alto en nuestros edificios, particularmente en las casas."

### Escritora
Lemco van Ginkel publicó regularmente artículos en publicaciones especializadas como "The Canadian Architect", "Canadian Art", "Architectural Design" y "Architecture Canadá", así como en la "Journal of the American Institute of Planners" y en "Community Planning Review". Escribió principalmente sobre las mujeres que trabajan en el campo de la arquitectura, tanto en la educación como en la planificación urbanística moderna.

## Premios y distinciones
Esta es la lista de algunos de los premios y distinciones recibidos por Blanche Lemko van Ginkel.
- 1956, Viena Grand Prix, International Federation of Housing and Planning Congress.
- 1964, Medalla Massey en Arquitectura.
- 1977, Medalla de Plata de la Reina Isabel II.
- 2000, Miembro de la Ordán de Canadá.
- 2003, Ordre des Urbanistes du Québec
- Doctorado honoris causa por la Université Aix-Marseille.
- 2013, Premio del Chateau Ramezay y Heritage Montreal.
- 2014, Doctorado honoris causa en Ciencia por la McGill University.
- 2020 Medalla de Oro del RAIC.[4]

Lemco van Ginkel fue la primera mujer para elegida como miembro del RAIC (Royal Architectural Institute of Canada) I en 1973 y en 2020 se convirtió en la tercera mujer de la historia en recibir la Medalla de Oro de esta institución, tras Phyllis Lambert (1991) y Jane Jacobs (1981). Junto a Phyllis Lambert, Cornelia Oberlander y Denise Scott Brown es una de las cuatro destacadas arquitectas que aparecen en el documental Ciudad Dreamers (2018).